# よろこんで佐藤
よろこんで佐藤（よろこんでさとう、1980年8月25日 - ）は、秋田県出身の元お笑いタレント。本名は佐藤 昌（さとう まさし）。ワタナベエンターテインメントに所属していた。身長181cm、体重59kg。

## 略歴
かつては「ア・テンション」（2001年10月結成、2006年解散）というコンビで活動。また、2009年まではあれきさんだーおりょうと「ひょろりんず」というユニットを期間限定で組んでいた。
2010年から、キューティー上木とのコンビ「あめん」として活動していたが、2015年に解散した。
2013年8月23日に入籍したことを発表した。
2016年12月17日、引退ライブを開催し、このライブをもって芸人を引退した。

## 芸風
主に一人コントやショートコントを行っていた。「佐藤です!」という台詞に落ちを持っていくネタなどがある。

## 出演番組

### テレビ
- ゲンセキ （TBSテレビ） - 2005年6月1日、「ア・テンション」時代に出演
- 草野☆キッド （テレビ朝日）
- 爆笑オンエアバトル（NHK）戦績0勝3敗 最高269KB
- 爆笑トライアウト （NHK）
  - 会場審査は10位（233TP）、視聴者投票は9位（279票）。
- 恋愛百景（テレビ朝日） - 2008年8月18日
- ぐるぐるナインティナイン（日本テレビ） - 『おもしろ荘へいらっしゃい!』
- エンタの神様（日本テレビ） - 2008年10月11日、ひょろりんずとして初出演。キャッチコピーは「あぶない笑市民」
- Qさま!!BEGINS（テレビ朝日） - 2009年4月10日『青木さやか軍団』のメンバーとして、ひょろりんずで出演
- アタシんちの男子 （フジテレビ） - 第7話、「ちびっこ歌自慢大会」司会者役
- 爆笑レッドシアター （フジテレビ） - 2009年8月19日、ひょろりんずとして
- アリケン （テレビ東京） - 2009年10月3日深夜
- ショーバト! （日本テレビ） - 2010年6月15日、7月28日
- 新世紀ネタキング決定戦 （TOKYO MX） - 2011年1月13日、あめんとして
- 森田一義アワー 笑っていいとも!（フジテレビ）- 2011年7月8日『ドヤテクZ』コーナー

### ラジオ
- NEVERMIND!!木曜日・「波田陽区の裏までテキーラ」（FM-FUJI、2009年4月 - 2011年3月）
- YOYOGI PIRATES「波田陽区の星までテキーラ」（FM-FUJI、2011年4月 - 2014年3月）
- ROCKETMAN SHOW（J-WAVE、2012年2月11日放送）